# Pont de Mihr-Narseh
 (mars 2025).
Le pont de Mihr-Narseh est un pont historique situé à Firouzabad dans la province du Fars. Daté du Ve siècle apr. J.-C., il est enregistré comme monument national d'Iran sous le numéro 90.
Mihr-Narseh, wuzurg framadar sassanide, est à l'origine de la construction du pont sur la rivière Tangab dans la province du Fars, afin de relier deux routes principales menant à la ville de Gur.

## Situation et histoire

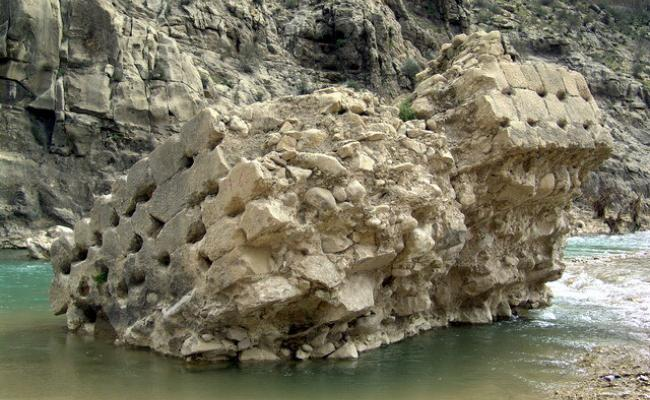
Vestige du pont.

Ce monument est le meilleur exemple historique de la maçonnerie sassanide du Ve siècle. Il est situé à cinq kilomètres du château de Dokhtar, sur la route principale menant au nord de la ville de Gür, aujourd'hui Firouzabad, et se trouve à côté du pétroglyphe d'Ardachir Ier qui représente la cérémonie de remise du manteau royal et des armes. À côté du pont se trouve l'inscription de Mirh-Narseh.
Outre Kartir, le prêtre zoroastrien du IIIe siècle, Shapur Segan Shah (en) et Seluk au IVe siècle, le seul noble qui a pu laisser une inscription de lui-même pendant la période sassanide était Mirh Narseh. La stèle contient des informations précieuses sur sa religion et ses activités religieuses, également confirmées par Tabari et d'autres historiens arabes et iraniens. Le contenu de l'inscription est le suivant : « Ce pont a été construit sur ordre de Mehnarse, et Zarg Fermdar, pour son bonheur mental et à ses frais. Quiconque emprunte cette route, priez pour Mehr Narse et ses enfants, car c'est lui qui a construit ce passage ici. Avec l’aide et la grâce de Dieu, il n’y aura ni mensonge ni tromperie. ». Les activités de construction et d'aménagement agricole de Mirh Narseh faisaient partie de ses œuvres religieuses afin d'obtenir pardon de son âme et de celle de sa famille.